# Jonathan Strange och Mr. Norrell
Jonathan Strange och Mr. Norrell är den brittiska författaren Susanna Clarkes debutroman och utkom 2004. En svensk översättning utkom 2005. Boken vann Hugopriset för bästa roman 2005.
Boken utspelar sig under Napoleonkrigen i 1800-talets England. I boken återinför en magiker vid namn Mr Norell det praktiska användandet av magi i världen. Magin har i boken länge varit en rent teoretisk aktivitet, baserad på böcker.